# モーリス軽装甲車
モーリスCS9軽装甲車（モーリスCS9けいそうこうしゃ）は、第二次世界大戦中、イギリス陸軍によって使用された装輪装甲車である。

## 概要
本車はモーリス自動車会社の生産したC9 4x2 15-cwtトラックの車体を基としている。シャーシは鋲接の車体を装着したもので、上部に二人乗りのオープントップ型砲塔を装備した。兵装はボーイズ対戦車ライフルとブレン軽機関銃、もしくはヴィッカース機関銃からなる。本車にはNo.19無線装置が搭載された。
試作車は1936年にテストされた。さらに99輌が発注され、1938年に配備された。フランスの戦いにおいてこれらのうちの38輌が第12王立騎兵隊に使用され、破壊されるか放棄された。他に30輌が第11軽騎兵隊に供給され、北アフリカ戦線に投入された。
砂漠用タイヤを履いた本車は軟弱な砂地でも良好な性能を発揮することがわかったが、装甲と兵装の性能は不足していた。本車は北アフリカ戦線の作戦において、途中で退役した。